# Pistacia
Pistacia L., 1753 è un genere della famiglia delle Anacardiacee che comprende specie legnose sempreverdi o decidue.

## Descrizione
Il genere comprende arbusti e piccoli alberi.
Le foglie sono alterne e pennato-composte.
I fiori unisessuali e portati su individui separati, sono raccolti in infiorescenze ascellari. Quasi tutte le specie sono dioiche con l'eccezione di Pistacia atlantica.
I frutti sono drupe ovoidali.

## Distribuzione e habitat
Il genere comprende specie distribuite nella regione mediterranea fino alle Canarie, nell'Asia centrale fino alla Cina e anche in Nord America (Messico e Texas) e in America centrale.
Sono presenti nel territorio italiano allo stato selvatico ad esempio il lentisco (Pistacia lentiscus, da cui si ricava una resina edule detta mastice di Chio) ed il terebinto (Pistacia terebinthus).
Importante, soprattutto in Sicilia, la coltura del pistacchio (Pistacia vera).
Sono tutte specie di climi caldi e secchi.

## Tassonomia
Il genere Pistacia comprende le seguenti specie:
- Pistacia aethiopica Kokwaro
- Pistacia atlantica Desf.
- Pistacia chinensis Bunge
- Pistacia eurycarpa Yalt.
- Pistacia falcata Becc. ex Martelli
- Pistacia khinjuk Stocks
- Pistacia lentiscus L. - lentisco
- Pistacia mexicana Kunth
- Pistacia × saportae Burnat
- Pistacia terebinthus L. - terebinto
- Pistacia vera L. - pistacchio
- Pistacia wienmannifolia J. Poiss. ex Franch.